# 31e division (armée impériale japonaise)
Pour les articles homonymes, voir 31e division.
La 31e division (第31師団, Dai-sanjū-ichi shidan) est une unité d'infanterie de l'armée impériale japonaise. Son nom de code est Division Fureur (烈兵団, Retsu-heidan). Elle est créée le 22 mars 1943 à Bangkok à partir du détachement Kawaguchi et de parties des 13e, 40e et 116e divisions. La 31e division est initialement assignée à la 15e armée (comme partie de l'armée régionale japonaise de Birmanie).

## Histoire
En 1944, durant l'opération U-Go, le lieutenant-général Renya Mutaguchi déploie la 31e division le long de la frontière birmane avec l'Inde britannique dans le cadre de la bataille d'Imphal. Sa mission et de capturer la ville de Kohima, et ainsi isoler Imphal, puis d'avancer sur Dimapur. Le commandant de la 31e division, le lieutenant-général Kōtoku Satō n'est pas satisfait de ne pas avoir été entretenu de la planification de l'offensive et a de sérieux doutes quant aux chances de succès. Lui et Renya Mutaguchi ont également été opposés au sein de l'armée à travers les factions du contrôle et de la voie impériale dans les années 1930, et Kōtoku Satō se méfie des motivations de Renya Mutaguchi. De plus, comme de nombreux autres officiers japonais en Birmanie, il considère Renya Mutaguchi comme un « imbécile ».
Partant le 15 mars 1944, la 31e division travers la rivière Chindwin près d'Homalin puis avance vers le nord-ouest le long de la voie ferrée de la jungle sur un front étendu de 100km. L'aile gauche de la division, le 58e régiment, commandée par le major-général Shigesaburo Miyazaki (ja), engage les troupes indiennes de la 50e brigade de parachutistes commandée par le brigadier Maxwell Hope-Thompson lors de la bataille de Sangshak, au nord d'Imphal le 20 mars 1944. La bataille continue jusqu'au 26 mars 1944, retardant l'avancée japonaise.
Les troupes de Shigesaburo Miyazaki sont en approche de Kohima le 3 avril, achevant les préparations de siège le 6 avril 1944. Il lance ensuite une série d'attaques au nord-est des défenses le 8 avril, et le 9 avril, les Britanniques et Indiens sont forcés de se replier dans un petit périmètre lors de la bataille du court de tennis. Dans la nuit du 17 avril, la situation des défenseurs est désespérée. Cependant, le matin du 18 avril, l'artillerie britannique ouvre le feu sur les positions japonaises, ce qui arrête l'attaque. Pour soutenir leur contre-attaque, les Britanniques réunissent 38 obusiers de montagne QF 3.7 pouces (en), 48 Ordnance QF 25 pounder et 2 canons de 5,5 pouces. L'aviation britannique bombarde et mitraille les positions japonaises. Les Japonais ne peuvent opposer que 17 canons de montagne Type 94 75 mm, avec peu de munitions. La route entre Dimapur et Kohima est rouverte, et le siège est levé.
Les Japonais ne se replient cependant pas mais restent en position et combattent avec ténacité pendant plusieurs semaines. Le matin du 13 mai 1944, la majeure partie de la région de Kohima est reprise par les forces britanniques. Vers le 15 mai, la 31e division commence à se replier, poursuivie par les troupes de la 14e armée britannique.
Après avoir ignoré les ordres pendant plusieurs semaines, Kōtoku Satō est retiré du commandement début juillet 1944 et remplacé par Uchitaru Kawada. La bataille de Kohima s’achève dans le même temps. Le général William Joseph Slim se moquera plus tard de Kōtoku Satō en disant qu'il a été son « adversaire le moins entreprenant », mais les sources japonaises blâment plutôt son supérieur, Renya Mutaguchi, en raison de la faiblesse du plan original et de l’antipathie entre lui et Kōtoku Satō qui mène ce dernier à plutôt sauver ses hommes qu'atteindre des objectifs impossibles.
Les survivants de la 31e division continuent à s'opposer à la réoccupation britannique de la Birmanie, mais pour des raisons pratiques, la 31e division cesse d'exister après la bataille de Kohima.